# 이글 에어 (우간다)
이글 에어(Eagle Air)는 우간다 캄팔라에 본사를 둔 항공사이다. 이 회사는 동아프리카와 중앙아프리카 전역에 걸쳐 지역 정기 서비스와 전세 항공편을 운항한다. 주요 허브는 엔테베 국제 공항이며, 또한 우간다 북부주의 아루아 공항에 두 번째 허브를 두고 있다.

## 같이 보기
- 2025년 비치크래프트1900 추락 사고